# Hans-Otto Schumacher
Hans-Otto Schumacher, född 17 februari 1950 i Grevenbroich, Nordrhein-Westfalen, död 10 juli 2024, var en tysk kanotist som tävlade för Västtyskland under sin aktiva karriär.
Han tog OS-silver i C-2 i slalom i samband med de olympiska kanottävlingarna 1972 i München.